# Аркушин Григорій Львович
Григорій Львович (Левкович) Аркушин (нар. 19 квітня 1948, Сильне, Ківерцівський район, Волинська область) — український мовознавець, доктор філологічних наук, професор кафедри історії та культури української мови Волинського національного університету імені Лесі Українки, керівник Західнополіського ономастико-діалектологічного центру факультету філології та журналістики. У своїй науковій роботі насамперед досліджує питання української діалектології (зокрема, вивчає західнополіські говірки), ономастики, жаргону та арґо.

## Біографія
Народився 19 квітня 1948 року в селі Сильне Ківерцівського району Волинської області УРСР у родині колгоспників. У 1966 році закінчив Силенську (Сильненську) середню школу. У 1967—1972 роках навчався в Луцькому педагогічному інституті за спеціальністю «Українська мова і література». У 1967—1970 роках викладав географію та українську мову і літературу в Чорнизькій восьмирічній школі, у 1970—1976 роках українську мову та літературу в Домашівській восьмирічній школі, у 1976—1986 роках українську мову та літературу в Городищенській восьмирічній школі. У 1981—1985 роках навчався на аспірантурі в Ужгородському державному університеті.
У 1986 році захистив кандидатську дисертацію «Мисливська лексика західнополіських говорів». З 1986 року працює в Луцькому педагогічному інституті (пізніше називався Східноєвропейським державним (національним) університетом, сьогодні Волинський національний університет імені Лесі Українки). У 1986—1989 роках працював старшим викладачем на кафедрі педагогіки і методики початкового навчання, а з 1990 року — на кафедрі української мови. З 1993 року обіймав посаду доцента кафедри історії та культури української мови. У 2005 році захистив докторську дисертацію «Іменний словотвір західнополіського говору» та здобув науковий ступінь доктора філологічних наук. У 2006 році обійняв посаду професора кафедри історії та культури української мови у Волинському державному університеті.

### Одноосібні видання
- Словник семантичних діалектизмів Західного Полісся // Поліська дома. — Луцьк, 1991. — С. 113‒185.
- “А хтось же вас народжував, слова…”. — Луцьк : Надстирʼя, 1993. — 32 с.
- Силенська гуторка : Топоніміка, люди, мова. — Мельбурн : Спадщина, 1994. — 190 с. — (Інститут Дослідів Волині, Вінніпег)
- Силенська гуторка. — Луцьк : Вежа, 1996. — 168 с. — (ТОВ “Ковельська міська друкарня”)
- Словник західнополіських говірок : у 2 т. — Луцьк : РВВ "Вежа" Волин. держ. ун-ту ім. Лесі Українки, 2000. — ISBN 966-600-007-5.
- Іменний словотвір західнополіського говору. — Луцьк : Вежа, 2004. — 764 с.
- Сказав, як два звʼязав : Народні вислови та загадки із Західного Полісся і західної частини Волині. — Люблін ‒ Луцьк, 2005. — 177 с.
- Словник евфемізмів, уживаних у говірках та молодіжному жаргоні Західного Полісся та західної частини Волині. — Луцьк ‒ Люблін, 2005. — 198 с.
- Голоси з Підляшшя (Тексти). — Луцьк : Вежа, 2007. — 536 с. + DVD
- Атлас західнополіських фаунономенів. — Луцьк : Вежа, 2008. — 322 с.
- Атлас мисливської лексики Західного Полісся. — Луцьк : Вежа, 2008. — 410 с.
- Голоси з Волинського Полісся (Тексти). — Луцьк : Вежа, 2010. — 542 с. + 2 DVD
- Західнополіська діалектологія : навч. посіб. з регіон. діалектології для студ. спец. “Укр. мова та літ.”. — Луцьк : Волин. нац. ун-т ім. Лесі Українки, 2012. — 256 с.
- Голоси з Берестейщини (Тексти). — Луцьк : Волин. нац. ун-т ім. Лесі Українки, 2012. — 536 с. + DVD
- Народна лексика Західного Полісся. — Луцьк : Східноєвроп. нац. ун-т ім. Лесі Українки, 2014. — 236 с.
- “Всьогó на свíти хватáє…” (фольклор, звичаї та обряди західного Полісся у діалектологічних записах). — Луцьк : Вежа-Друк, 2015. — 212 с.
- Словник західнополіських говірок. А‒Я. — Вид. 2-ге переробл., випр. і доп. — Луцьк, 2016. — ISBN 978-966-361-815-9.
- Словник західнополіських діалектизмів у художній літературі. — Луцьк : ПП Іванюк В. П, 2018. — 268 с.

### Упорядник видань
- Із досліджень західнополіських говірок : Бібліографічний опис / Уклад.: Г. Л. Аркушин, Ю. В. Громик, Ф. Д. Климчук. — Луцьк : Вежа, 2007. — 56 с.
- Словник мікротопонімів і мікрогідронімів північно-західної України та суміжних земель : У 3-х томах / Упоряд. Г. Л. Аркушин. — Луцьк : Вежа, 2006‒2007.
- Словник прізвиськ північно-західної України : У 3-х томах / Упорядник Г. Л. Аркушин. — Луцьк : Вежа, 2009.
- Словник варіантів власних імен північно-західної України. А‒Я / упорядник Г. Л. Аркушин. — Луцьк : Волин. нац. ун-т ім. Лесі Українки, 2009. — 372 с.
- Словник луцьких жаргонізмів і сленгізмів / упоряд. Г. Л. Аркушин. — Луцьк : Волин. нац. ун-т ім. Лесі Українки, 2011. — 272 с.
- Словник прізвищ північно-західної України і суміжних земель / упорядник Г. Л. Аркушин. — Луцьк : Вежа-Друк, 2013. — 556 с.
- Словник зоонімів північно-західної України. А‒Я / упоряд. Г. Л. Аркушин. — Луцьк : ПП Іванюк В. П, 2016. — 288 с.

## Нагороди
- Знак «Відмінник освіти України» (1998[6])
- Міжнародна нагорода імені Юзефа Лободовського (27 вересня 2019[11])